# Sarmientosaurus
Sarmientosaurus – wymarły rodzaj dinozaura, kredowego zauropoda z grupy tytanozaurów z Patagonii.
Skamieniałości nieznanego nauce dinozaura znaleziono w Argentynie, w środkowej Patagonii, na południu prowincji Chubut, w basenie sedymentacyjnym Zatoki San Jorge, na terenie Antykliny Sierra Nevada i formacji Laguna Palacios. Współrzędne geograficzne wynoszą 44°54′11,6″ S, 69°22′56,7″ W Znajdują się tam skały niższego ogniwa formacji Bajo Barreal grupy Chubut, powstałe w cenomanie i turonie, a więc we wczesnej kredzie późnej. Znalezione wśród piaskowców tufowych skamieniałości obejmowały praktycznie kompletną czaszkę oraz pozostałości szyi. Należały do pojedynczego okazu. Dostarczyły jak dotąd najwięcej informacji dotyczących mózgu zauropodów. Przypominały pozostałości tytanozaurów, jednak znaleziono w nich także cechy szczególne. Rubén D.F. Martínez, Matthew C. Lamanna, Fernando E. Novas, Ryan C. Ridgely, Gabriel A. Casal, Javier E. Martínez, Javier R. Vita i Lawrence M. Witmer wyróżnili następujące autapomorfie:
- średnica oczodołu mierząca prawie 40% długości czaszki
- kość łzowa obejmująca gałąź wstępującą kości szczękowej
- niski, acz wydatny grzbiet kostny na brzegu przyśrodkowym tylnej części gałęzi wstępującej kości szczękowej
- językokształtny wyrostek brzuszny kości kwadratowo-jarzmowej zachodzący na kość kwadratową
- każde z odgałęzień nerwu trójdzielnego wychodzące odrębnym otworem kostnym
- brak pośrodkowego kanału żylnego łączącego okolicę lejka z częścią brzuszna pnia mózgu
- zęby przedszczękowe prawie pionowe, zęby szczękowe ułożone poziomo do przodu, zęby zębowe poziomo do tyłu
- rozpórkowate blaszki centroprezygapophyseal laminae kręgów szyjnych
- brzuszno-bocznie w stosunku do kręgów i żeber szyjnych bardzo wydłużone, wysmukłe skostniałe ścięgna[1].

Holotyp skatalogowano jako MDT-PV 2. Dzięki temu badacze opisali nowy rodzaj dinozaura, któremu nadali nazwę Sarmientosaurus. Nazwa wywodzi się od miasta Sarmiento, stolicy obszaru, na którym znaleziono kości, oraz greckiego słowa saurus oznaczającego jaszczura. Do rodzaju zaliczyli gatunek Sarmientosaurus musacchioi. Epitet gatunkowy upamiętnia zmarłego dr. Eduardo Musacchio, jak piszą autorzy, naukowca zajmującego się modelami i nauczyciela z Universidad Nacional de la Patagonia San Juan Bosco w Comodoro Rivadavia.
Sarmientosaurus zalicza się do zauropodów. Najbardziej zaawansowana ewolucyjnie grupa tych olbrzymich dinozaurów dzieli się na dwie główne linie: diplodokokształtne i Macronaria. Ta ostatnia obejmuje grupę Titanosauriformes, do której kreatorzy zaliczyli Sarmientosaurus. Wprowadzona przez Salgado, grupa ta obejmuje brachiozaura i Titanosauria, a więc zaliczają się do niej brachiozaury, euhelop i Titanosauria, przy czym te dwa ostatnie tworzą razem klad Somphospondyli. Sarmientosaurus zaliczał się do Somphospondyli i Titanosauria. Ten ostatni klad definiuje się jako Titanosauriformes bliższe saltazaurowi niż brachiozaurowi czy euhelopowi bądź jako wszystkich potomków ostatniego wspólnego przodka saltazaura i Andesaurus. Grupa ta łączy Saltasauridae, Nemegtosauridae i Malawisaurus. W obrębie tytanozaurów Sarmientosaurus należy do kladu Lithostrotia, kreowanego przez Upchurcha w 2003 i obejmującego wszystkich potomków ostatniego wspólnego przodka saltazaura i Malawisaurus. Nowy rodzaj należał do bazalnych przedstawicieli tej grupy. Martínez et al. (2016) przedstawiali kilka różnych kladogramów ukazujących pozycję nowego rodzaju na drzewie rodowym tytanozaurów. W każdym przypadku tworzy on z bardziej zaawansowanymi ewolucyjnie tytanozaurami klad, którego grupę siostrzaną stanowi Malawisaurus (w jednym przypadku klad Malawisaurus + euhelop). Sarmientosaurus stanowi z kolei grupę siostrzaną kladu, którego najbardziej bazalną grupą jest nemegtozaur bądź klad tworzony przez Tapuiasaurus i Rapetosaurus, obeujmującego także rodzinę Saltasauridae.